# Żeglarstwo na Letnich Igrzyskach Olimpijskich 1932 – klasa 8 metrów
Zawody w żeglarskiej klasie 8 metrów podczas X Letnich Igrzysk Olimpijskich odbyły się w dniach 5–8 sierpnia 1932 roku na wodach poza Port of Los Angeles.

## Informacje ogólne
Do zawodów zgłosiło się dwie załogi reprezentujące tyleż krajów.
Regaty składały się z czterech wyścigów. Jeden punkt był przyznawany za ukończenie wyścigu, kolejne zaś za miejsca zajęte na mecie – liczba punktów równa była liczbie pokonanych załóg, łącznie z tymi, które nie wystartowały lub nie ukończyły danego wyścigu. Na wynik końcowy składała się suma wszystkich punktów, przy czym wyższą lokatę zajmował jacht o większej liczbie punktów. Przy równej punktacji załóg przeprowadzana była między nimi dogrywka.
We wszystkich wyścigach zwyciężyli reprezentanci USA.

## Wyniki
| Pozycja | Załoga | Jacht       | Wyścig I | Wyścig I | Wyścig II | Wyścig II | Wyścig III | Wyścig III | Wyścig IV | Wyścig IV | Ogółem |
| Pozycja | Załoga | Jacht       | Poz.     | Pkt.     | Poz.      | Pkt.      | Poz.       | Pkt.       | Poz.      | Pkt.      | Ogółem |
| ------- | --- | ----------- | -------- | -------- | --------- | --------- | ---------- | ---------- | --------- | --------- | ------ |
| złoto   | Owen Churchill William Cooper Karl Dorsey John Biby Robert Sutton Pierpont Davis Alan Morgan Alphonse Burnand Thomas Webster John Huettner Richard Moore Kenneth Carey | Angelita    | 1        | 2        | 1         | 2         | 1          | 2          | 1         | 2         | 8      |
| srebro  | Ronald Maitland Ernest Cribb Harry Jones Peter Gordon Hubert Wallace George Gyles                                                                                      | Santa Maria | 2        | 1        | 2         | 1         | 2          | 1          | 2         | 1         | 4      |